# Yacoub El Mansour (quartier)
Pour les articles homonymes, voir Yacoub El Mansour (homonymes).
 (septembre 2018).
Si vous disposez d'ouvrages ou d'articles de référence ou si vous connaissez des sites web de qualité traitant du thème abordé ici, merci de compléter l'article en donnant les références utiles à sa vérifiabilité et en les liant à la section « Notes et références ».
Yacoub El Mansour est l'un des cinq arrondissements de la ville de Rabat. Occupant 1/4 de la superficie de la capitale, ce quartier est considéré comme étant l’un des quartiers populaires de Rabat, environ 40 % de la population de Rabat vit à la cité Yacoub El Mansour dont 60 % sont des jeunes[réf. nécessaire]. La cité est équipée de plusieurs centres de jeunesse, centre sportif, terrains de proximité, d'association d'aide sociale, des bibliothèques afin de proposer aux habitants de ce quartier populaire un espace intellectuel doté d’une salle d’informatique et à la fin espace détente avec petites corniches, des espaces verts, piscine municipale, etc.